# John D'Arcy (1785–1839)
Pour les articles homonymes, voir John D'Arcy.
John D'Arcy, né en 1785 et mort en 1839 est le fondateur de la ville de Clifden, reconnue comme la capitale du Connemara, dans le comté de Galway, en Irlande. Il a résidé dans le manoir qu'il a construit, le château de Clifden.

## Vie
D'Arcy descend d'une famille originaire du comté de Galway, les D'Arcys de Kiltullagh (en), l'une des « Quatorze tribus de Galway ». D'Arcy naît en 1785. En 1804, il hérite des terres familiales du Connemara, à l'Est de Galway et du comté de Mayo de son cousin Patrick. La même année, 4 juin 1804, il épouse Frances Blake, qui lui donne quatre fils et deux filles.
Alors que les domaines hérités sont traditionnellement gérés depuis Kiltulla près d'Athenry, D'Arcy, de par son intérêt pour la navigation, semble préférer le Connemara et nourrit l'ambition de créer une ville à Clifden sur la rivière Owenglin.
D'Arcy est nommé « Haut Shérif » de Galway en 1811, mais perd son poste l'année suivante en raison de la libération controversée de trois hommes originaires du Connemara de la prison de Galway,. Il compromet ainsi sa tentative d'obtenir le siège de parlementaire du comté de Galway en 1812, une élection à laquelle il se présente à quatre reprises, sans succès.
La date à laquelle D'Arcy fonde la colonie qu'il nomme « Clifden » est probablement 1812, date à laquelle il obtient des brevets pour tenir des marchés lors de foires, marquant ainsi la transition du statut de village à ville,.
L'épouse de D'Arcy, Frances, perd la vie le 15 juin 1815, avant même de déménager dans le manoir nouvellement construit pour lui-même : le château de Clifden. En 1820, D'Arcy épouse Louisa Bagot Sneyd, alors âgée de vingt-et-un ans et originaire de Dublin, et qui lui donne huit autres enfants.
Clifden se développe lentement dans les années 1810. Il n'y a qu'une unique maison jusqu'en 1815. En 1821, la ville compte 290 habitants répartis dans 46 maisons. En 1822, une subvention gouvernementale permet de soulager la pauvreté dans la région et contribue à établir le quai de pêche. Les années 1820 voient une expansion rapide et en 1831 le recensement enregistrent une population de 1 257 habitants dans 196 maisons, avec des écoles, deux églises, une brasserie et d'autres industries.
D'Arcy meurt en 1839 fortement endetté.

## Héritage
Le principal héritage de D'Arcy est la ville de Clifden qui continue à se développer après sa mort. Les dettes accumulées par D'Arcy deviennent un problème avec l'impact de la famine de 1845 à 1852, amenant son fils et héritier, Hyacinth, à faire faillite. En 1850, le patrimoine de D'Arcy est cédé par l'Encumbered Estates' Court (en), et achetés par Thomas et Charles Eyre pour 21 245 £. Le château de Clifden est habité au cours du XIXe siècle mais devient une ruine dans les années 1910.
Un monument commémorant D'Arcy est construit dans les années 1840, peu après sa mort, sur une colline à Cloghaunard, surplombant Clifden.